# هانس كريستنسن
هانس كريستنسن (بالدنماركية: Hans Kristensen)‏ هو كاتب سيناريو ومخرج دنماركي، ولد في 25 سبتمبر 1941.

## وصلات خارجية
- هانس كريستنسن على موقع IMDb (الإنجليزية)
- هانس كريستنسن على موقع أول موفي (الإنجليزية)
- هانس كريستنسن على موقع قاعدة بيانات الأفلام السويدية (السويدية)
- هانس كريستنسن على موقع قاعدة بيانات الفيلم (الإنجليزية)
- هانس كريستنسن على موقع كينوبويسك (الروسية)